# Денизлер
Денизлер (на гръцки: Πελαγία, Пелагия, Пелая) е село в Западна Тракия, Гърция. Селото е част от дем Марония-Шапчи.

## География
Селото е разположено на 18 километра южно от Гюмюрджина (Комотини).

## История
В 1890-те години част от българското население на селото, начело с първнците Янчо Чорбаджи, Кара Георги, Дядо Грую и други, приема върховенството на Българската екзархия.
Според статистиката на професор Любомир Милетич в 1912 година в селото живеят 50 български екзархийски семейства смесени с 30 семейства турци.
| Църковно-училищни и революционни дейци |
| Име                                    |
| -------------------------------------- |
| 1. Кара Стойко                         |
| 2. Велик Грудев                        |
| 3. Митрю Грудев                        |
| 4. Пантелей Янчев                      |
| 5. Пирионет Манолов                    |
| 6. Кара Георги                         |
| 7. Пантелей Карамарков                 |